# Friedland (cuirassé)
Pour les autres navires du même nom, voir Friedland (navire).
Le Friedland était un cuirassé de la Marine nationale française qui servit de 1876 à 1902.
Il fut construit à l'arsenal de Lorient.

Il fut baptisé en souvenir de la Bataille de Friedland.
L'écrivain français Pierre Loti y servit du 1er avril 1880 au 25 février 1881 ; le cuirassé faisait alors partie de la flotte internationale mobilisée par les puissances européennes dans l'Adriatique pour exercer une menace sur la Turquie. Pierre Loti y écrivit "Pasquala Ivanovitch et autres pages monténégrines", roman autobiographique ; dans ces écrits l'auteur renomme son bâtiment "le Téméraire" (source :  (ISBN 2-86714-098-6)).

## Conception
C'est une frégate cuirassée proche de la classe Océan. Doté d'un réduit central et de barbettes, il est classé comme cuirassé de 1reclasse. Il possède un éperon immergé et aussi les premières cloisons étanches.

Il est propulsé à la voile par un gréement de trois-mâts et un moteur à vapeur avec une seule cheminée.

## Histoire
De 1878 à 1884, il est dans l'escadre de la Méditerranée et participe aux opérations de Tunisie en 1881. Le 16 juillet 1881, il est en appui lors de la prise du port de Sfax.

Dès 1887, il est mis en réserve et, en 1893, il est désarmé. En 1902, il est définitivement condamné et la démolition est effectuée à Gênes